# Banana Cabbage, Potato Lettuce, Onion Orange
Banana Cabbage, Potato Lettuce, Onion Orange es el álbum debut de David Grubbs, lanzado el 14 de marzo de 1997 por Table of the Elements.

## Lista de canciones
Toda la música compuesta por David Grubbs. 
| N.º | Título           | Duración |  |
| 1.  | «Banana Cabbage» | 3:14     |  |
| 2.  | «Potato Lettuce» | 12:23    |  |
| 3.  | «Onion Orange»   | 16:03    |  |

## Personal
- Bundy K. Brown – ingeniería
- David Grubbs – guitarra
- Jim O'Rourke – producción, ingeniera, grabación
- Dan Osborn – arte, diseño